# Graswijk
Graswijk is een buurtschap en bedrijventerrein ten zuiden van de stad Assen (Nederland). Eind 20ste eeuw werd er een wijk naar vernoemd.
Het gedeelte van de weg van Assen naar Hooghalen is binnen de gemeente genaamd naar de buurtschap.

## Naam
De naam van Graswijk betekent: een wijk waar gras is.

## Foto

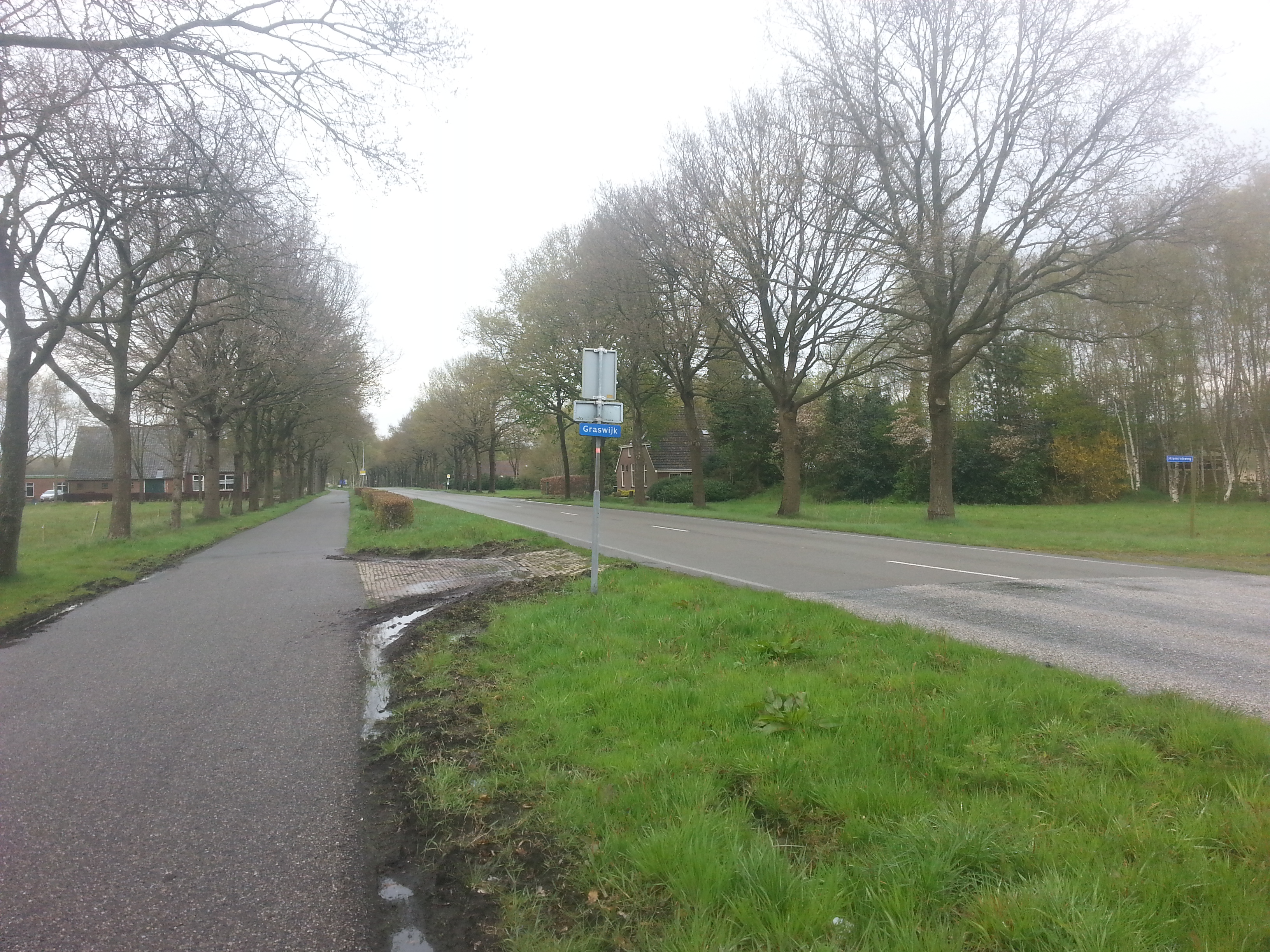
Bordje Graswijk